# تشخماقلوي سفلي
تشخماقلوي سفلي هي قرية في مقاطعة بل دشت، إيران. عدد سكان هذه القرية هو 1,225 في سنة 2006.